# Интриганка
«Интриганка» — мини-сериал по роману Сидни Шелдона.

## Слоган
«They tamed a continent, built an empire and utterly destroyed everybody who stood in their way. [UK Video]»

## Сюжет
Старая миллиардерша Кейт Блэкуэлл, владеющая громадным трансграничным холдингом, на склоне лет вспоминает историю своей семьи, начавшуюся в конце 19-го столетия. Её отец, молодой шотландский предприниматель Джейми МакГрегор, отправился в Южную Африку в надежде сколотить состояние на добыче алмазов. Разбогатев, Джейми собирается поквитаться со своим давним врагом, голландским торговцем Соломоном ван дер Мервом, дочь которого стала матерью Кейт. Миссис Блэкуэлл вспоминает погибшего старшего брата и историю своего замужества, рождение сына и внучек — и, увы, наряду с успехами предков (и её собственными) её преследует огромное разочарование в потомках.
Судьба человека — интереснейшая игра, и чтобы её контролировать, надо стать настоящим мастером этой игры. Деньги и власть вкупе с незаурядными умственными способностями смогут помочь стать таким мастером игры. Так всю жизнь искренне полагала Кейт. Она считала и то, что если кто-то, как её сын или внучка, решил действовать иначе и наплевать на огромные возможности, которые дают ум, богатство и власть — то такие люди слабы и глупы и наказаны самой судьбой за это. Однако со стороны кажется, что это сама Кейт сломала судьбы своим самым близким людям. Зрителю предстоит сформулировать своё личное отношение к этому…

## В ролях
- Дайан Кэннон — Кейт Блэкуэлл (урожденная МакГрегор), глава гигантской транснациональной компании «Крюгер-Брент Лимитед», унаследовавшая её от отца-основателя компании
- Иэн Чарлсон — Джеймс «Джейми» МакГрегор, шотландец, отец Кейт
- Дэвид Бирни — Дэвид Блэкуэлл, муж Кейт, первый генеральный директор «Крюгер-Брент», погиб на алмазных копях при их инспекции вследствие несчастного случая
- Билл Бэйли — Тимоти О’Нил, отец несостоявшейся невесты Дэвида
- Гэри Хамлин — Энтони «Тони» Блэкуэлл, сын Кейт и Дэвида, отец Евы и Александры
- Ангарад Риз — Марианна Хоффман, дочь немецкого графа, жена Тони
- Мэриам д'Або — Доминик Массон, парижская топ-модель, натурщица в художественной школе, где учился Тони Блэкуэлл
- Клифф де Янг — Брэт Роджерс, второй и бессменный генеральный директор «Крюгер-Брент» после смерти Дэвида
- Лиан Лэнглэнд — Ева и Александра Блэкуэлл, внучки Кейт, идентичные близнецы
- Барри Морз — доктор Джон Харли, семейный врач Блэкуэллов
- Эд Бишоп — доктор Мэтсон, акушер-гинеколог, принимавший Еву и Александру
- Лесли Карон — Соланж Дюна, француженка, гувернантка Евы и Александры
- Фернандо Альенде — Джордж Меллис, сын богатого греческого промышленника
- Норман Чансер — доктор Кит Уэбстер, знаменитый пластический хирург
- Стивен Дэвис — доктор Питер Тэмплтон, психотерапевт